# Linda Duits
Linda Duits (Zeist, 8 november 1976) is een Nederlands schrijver, publicist, podcastmaker en onderzoeker gespecialiseerd in onder andere gender- en mediastudies.

## Opleiding en onderzoek
Na de middelbare school op de De Breul in Zeist en haar studie aan de Universiteit van Amsterdam promoveerde ze in 2008 aan de Universiteit van Amsterdam op de cultuur van jonge meisjes in Nederland. Ze is onder andere werkzaam als universitair docent mediastudies aan de Universiteit Utrecht en de Universiteit van Amsterdam.
Duits is columnist bij Folia en schrijft regelmatig opiniestukken voor kranten. Ze is ook enige tijd bestuurslid geweest bij de lokale radiozender AmsterdamFM.
Op 20 mei 2017 verscheen het boek Dolle mythes - een frisse factcheck van feminisme toen en nu.
In 2020 verscheen bij Uitgeverij Ten Have het boek Eindelijk weten wat seks is (ISBN 9789025908751).

## Podcasts
Sinds november 2012 maakt Duits de podcast Onder Mediadoctoren samen met mede-mediawetenschapper Vincent Crone, waarin ze wetenschappelijk geïnformeerde gesprekken voeren over de media.
Van januari 2018 tot april 2024 maakt Duits de tweewekelijkse  podcast Geeky Dingen over popcultuur (films, series, comics) met Thom Aalmoes en Sidney Smeets (tot april 2021).